# Mary Rosse
Mary Parsons, condesa de Rosse (née Field; 14 de abril de 1813 - 1885) fue una astrónoma aficionada, arquitecta, diseñadora de muebles y fotógrafa pionera anglo-irlandesa. A menudo conocida simplemente como Mary Rosse, fue una de las primeras en realizar fotografías a partir de negativos de papel encerado.

## Primeros años de vida
Mary Field nació el 14 de abril de 1813, en Heaton Hall, Heaton, Bradford, Yorkshire, hija de John Wilmer Field, un rico terrateniente. Tenía una hermana, Delia, y fueron educadas en casa por Susan Lawson, una institutriz que estimuló la creatividad de la joven Mary y sus amplios intereses, incluida la astronomía. Las hermanas eran coherederas de la fortuna de su padre.
A través de su familia conoció al futuro tercer conde de Rosse, entonces Lord Oxmantown (1800-1867), un astrónomo y naturalista angloirlandés, y se casaron el 14 de abril de 1836. En febrero de 1841, Lord Oxmantown sucedió a su padre en el título nobiliario familiar para convertirse en el  tercer conde de Rosse. Se casaron el 14 de abril de 1836, el día de su 23º cumpleaños. María, baronesa Oxmantown, pasó a ser ahora la condesa de Rosse.

## Astronomía
A principios de la década de 1840, la pareja se interesó por la astronomía y Mary Rosse ayudó a su marido, Lord Rosse, a construir una serie de telescopios gigantes, incluido el llamado Telescopio Leviatán, que se consideró una maravilla técnica en su época. La autora, Henrietta Heald, sostiene que Rosse no sólo brindó apoyo financiero para la construcción del telescopio, sino que también participó en forma práctica e intelectual. El Leviatán de Parsontown se completó en 1845 y mantuvo el récord como el telescopio más grande del mundo durante más de 70 años, y fue mencionado en la novela de ciencia ficción de Julio Verne, De la Tierra a la Luna.
Era una herrera experta, algo muy inusual para las mujeres de clase alta de esa época, y es posible que parte del trabajo de hierro que sostenía el telescopio haya sido construido por ella. Otros elementos de metal fundido que se encuentran alrededor del castillo fueron diseñados por ella, incluidas las puertas de bronce.
Durante la Gran Hambruna de 1845-1847 en Irlanda, fue responsable de mantener a más de quinientos hombres empleados en el trabajo en el Castillo de Birr y sus alrededores, donde ella y su marido vivían.
Creó un enorme comedor en el castillo de Birr para entretener a sus invitados científicos, que se utilizó cada vez más cuando Lord Rosse se convirtió en presidente de la Royal Society de Londres en 1848. Entre los invitados se encontraba el matemático William Hamilton, quien le escribió un soneto sobre su experiencia de mirar a través del Leviatán.

## Fotografía
En 1842, Lord Rosse comenzó a experimentar con la fotografía de daguerrotipo, posiblemente aprendiendo algo de ese arte de su conocido William Henry Fox Talbot. En 1854, Lord Rosse le escribió a Fox Talbot diciéndole que Lady Rosse también había comenzado a dedicarse a la fotografía y le envió algunos ejemplos de su trabajo. Fox Talbot respondió que algunas de sus fotografías del telescopio "son todo lo que se puede desear".
Lady Rosse se convirtió en miembro de la Sociedad Fotográfica de Dublín y en 1859 recibió una medalla de plata al "mejor negativo de papel" de la Sociedad Fotográfica de Irlanda. Muchos ejemplos de su fotografía se encuentran en los Archivos del Castillo de Birr. Gran parte de la topografía del castillo de Birr que ella retrató ha cambiado muy poco y es posible comparar muchas de sus fotografías con los lugares reales. Ella registró el Leviatán en sus fotografías, incluida una imagen que muestra a sus tres hijos, Clere, Randal, Charles y su cuñada, Jane Knox, de pie en la boca del telescopio.

## Hijos
La condesa de Rosse tuvo once hijos, pero sólo cuatro sobrevivieron hasta la edad adulta:
- Lawrence Parsons, cuarto conde de Rosse (17 de noviembre de 1840 – 30 de agosto de 1908)
- Reverendo Randal Parsons (26 de abril de 1848 – 15 de noviembre de 1936)
- El honorable Richard Clere Parsons (21 de febrero de 1851 – 26 de enero de 1923) aparentemente se hizo famoso construyendo ferrocarriles en Sudamérica.
- Sir Charles Algernon Parsons (13 de junio de 1854 – 11 de febrero de 1931),[2] conocido por su desarrollo comercial de la turbina de vapor. Su esposa, Lady Katharine Parsons [8] y su hija Rachel Parsons fueron fundadoras de la Sociedad de Ingeniería de Mujeres y su primera y segunda presidenta.[9]

## Muerte
Mary, condesa viuda de Rosse, murió en 1885.

## Lectura adicional
Enero 2011 Impressed by Light: British Photographs from Paper Negatives, 1840–1860. Nueva York: Museo Metropolitano de Arte, 2007. ISBN 978-0-300-12405-7.